# Église Saint-Martin de Wiège
L'église Saint-Martin est une église située à Wiège-Faty, en France.

## Localisation
L'église est située sur la commune de Wiège-Faty, dans le département de l'Aisne.

## Historique
En 1142, l'abbaye d'Homblières donne le bourg de Wiège au chapitre de Guise où est construite l'église de Faty, fortifiée au XVIIe siècle, l'église est fortifiée et le clocher consolidé au XXe siècle par Jean-Jacques Sainsot.

### Galerie

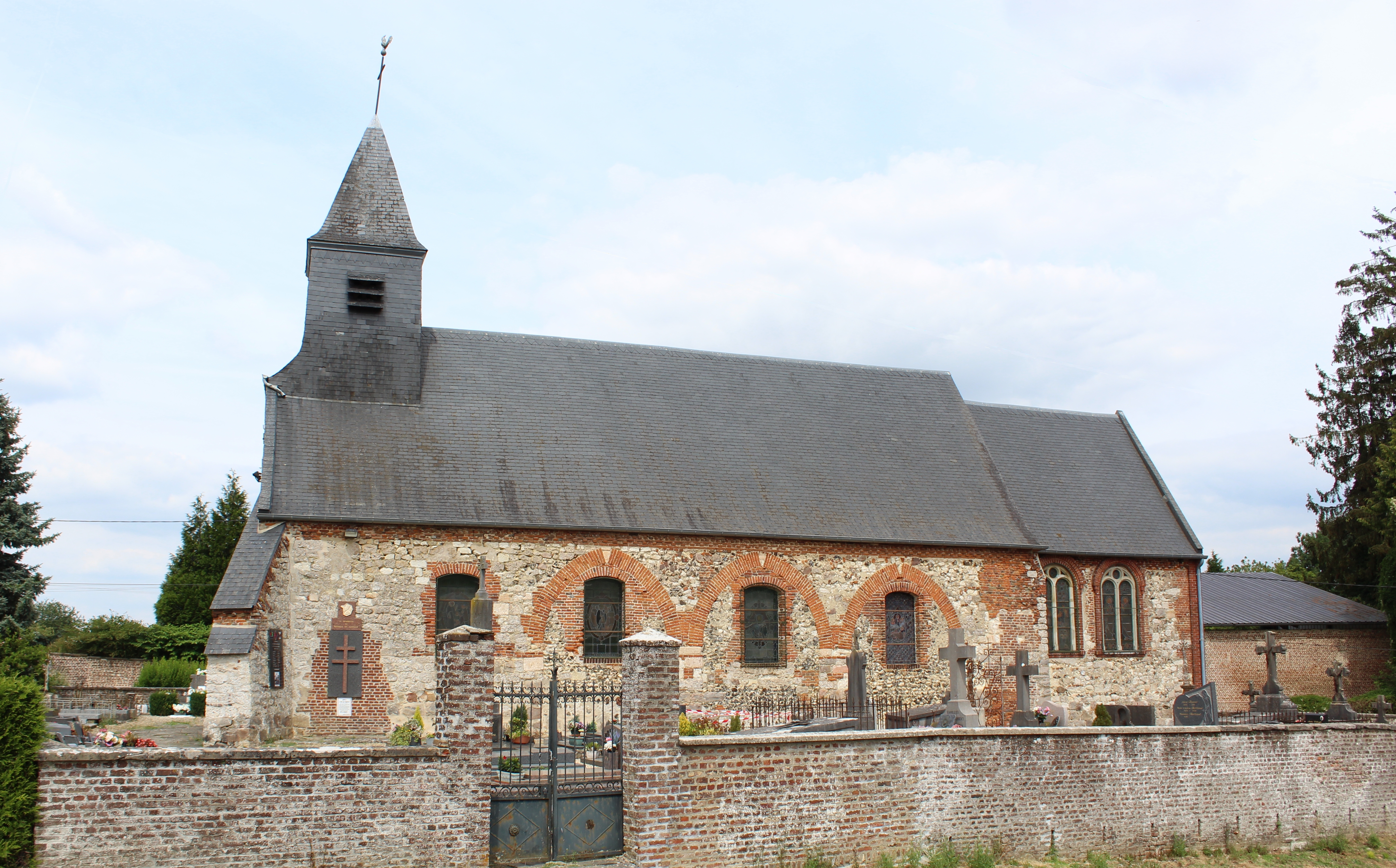
Côté sud
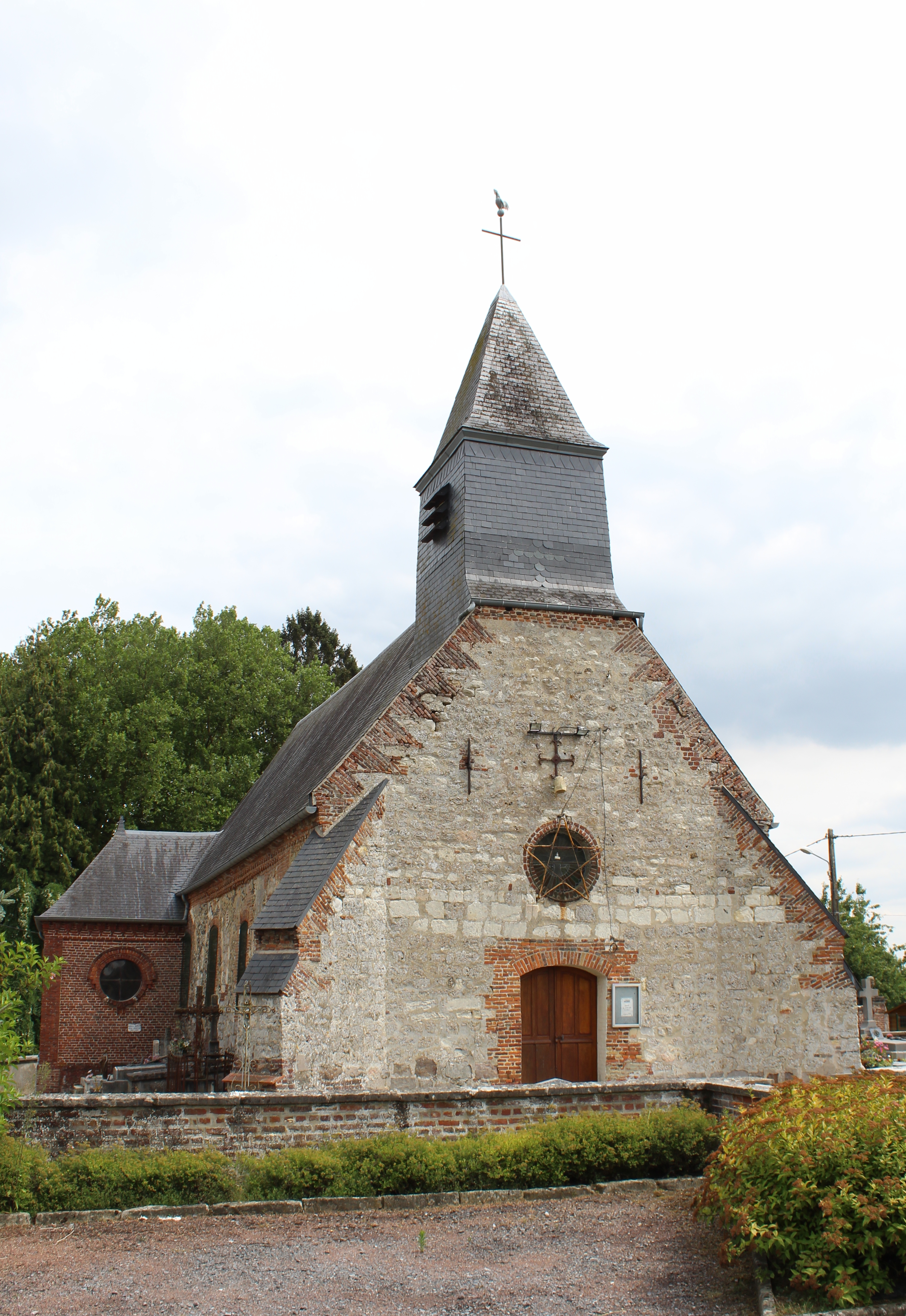
La façade.
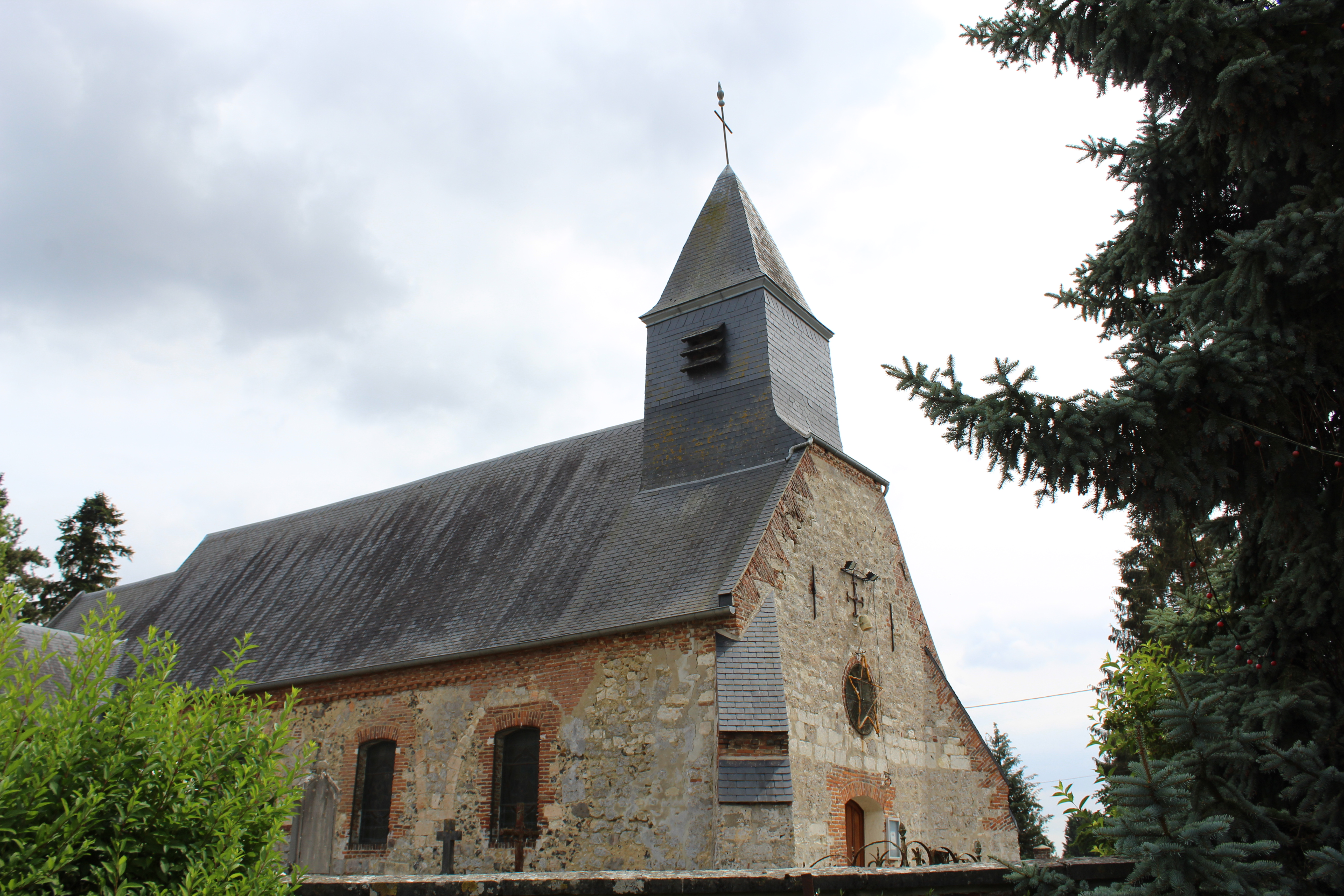
Côté nord
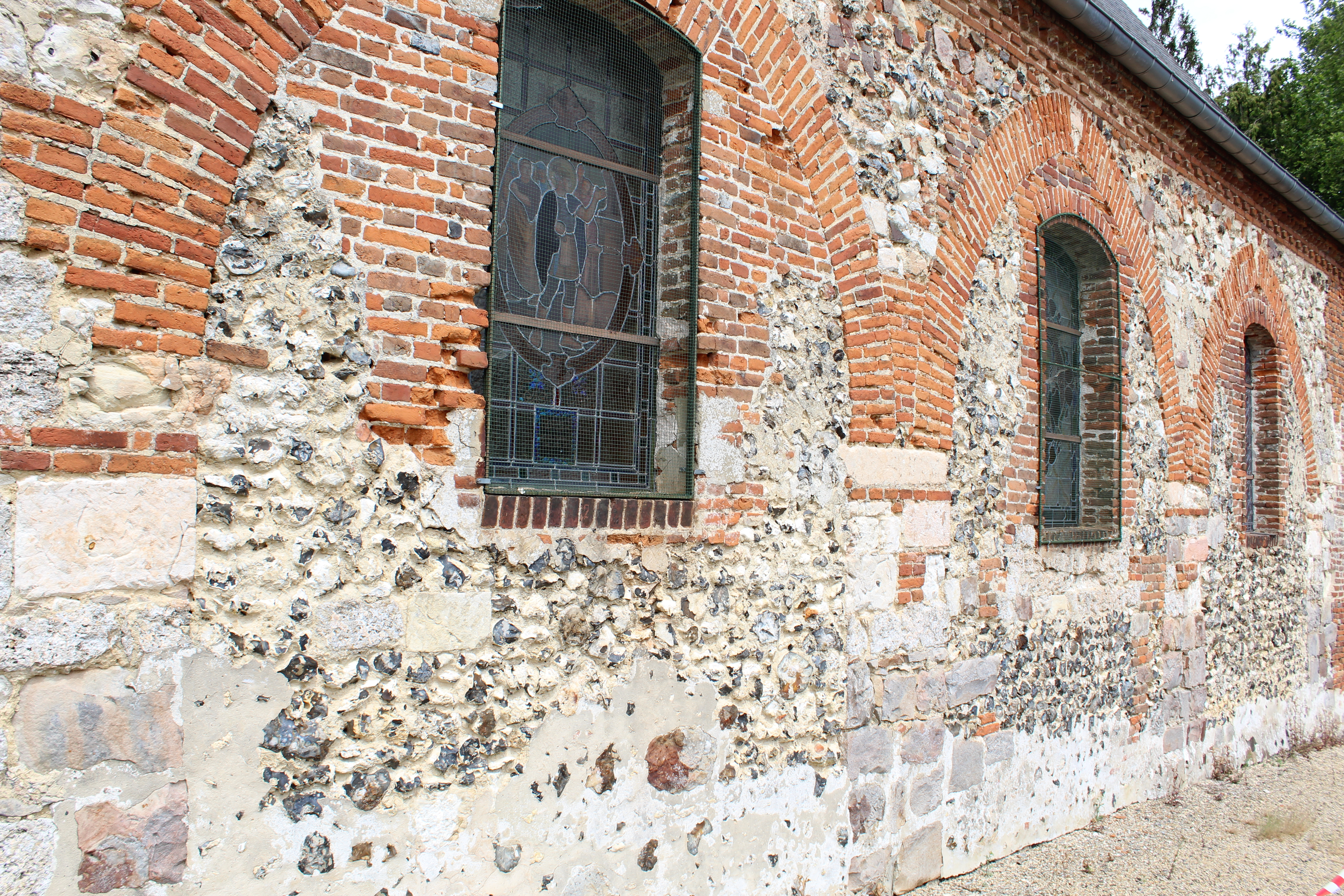
Détail de l'appareil des murs : grès, pierre calcaire, silex et briques pour les fenêtres.